# Cuviera acutiflora
Cuviera acutiflora är en måreväxtart som beskrevs av Dc.. Cuviera acutiflora ingår i släktet Cuviera och familjen måreväxter. Inga underarter finns listade i Catalogue of Life.